# Johann Tobias Wagner
Johann Tobias Wagner (* 1689 in Nordhausen; † 28. Mai 1733 in Berlin) war ein deutscher Pädagoge, Bibliothekar, Schriftsteller und General-Fiscal.

## Leben
Johann Tobias Wagner wurde 1689 in der freien Reichsstadt Nordhausen geboren. Er besuchte die Gymnasien in Nordhausen und Quedlinburg, bevor er ab 1709 in Halle Theologie studierte. Das Studium schloss er 1714 als Magister der Philosophie ab. Zu seinen akademischen Lehrern zählten die freigeistigen Staatsrechtler Nicolaus Hieronymus Gundling und Christian Thomasius. Nach einem Aufenthalt in Jena war Wagner ab 1716 Rektor der Klosterschule zu Michaelstein im Fürstentum Braunschweig-Wolfenbüttel und nach Aufhebung der Schule ab 1717 Bibliotheksgehilfe an der herzoglichen Büchersammlung auf Schloss Blankenburg. Er war ab 1722 Rektor des Gymnasiums in Blankenburg (Harz). Der Familienvater Wagner geriet durch seine bibliophile Sammelleidenschaft in finanzielle Not. Durch seine aufklärerische Kritik an dem seiner Meinung nach veralteten Schulbetrieb zog sich Wagner den Unmut seines geistlichen Vorgesetzten, des Blankenburger Superintendenten Christoph Lieberkühn, zu. Sein 1724 veröffentlichtes militärisches Lehrbuch Entwurff einer Soldaten-Bibliothec widmete er dem preußischen König Friedrich Wilhelm I., womit er bei seinem Landesherrn, dem braunschweigischen Herzog Ludwig Rudolf, in Ungnade fiel.
Die widrigen Umstände veranlassten Wagner im Jahr 1725, Blankenburg zu verlassen. Die Aussicht auf eine Professur in Halle erfüllte sich nicht. Er musste die Universität bereits 1725 wieder verlassen und ging anschließend ohne seine Familie nach Russland. Dort war er als Hofmeister des Fürsten Menschikow und Erzieher dessen Sohnes tätig. Nach Sturz und Verbannung Menschikows im September 1727 kehrte Wagner völlig verarmt nach Deutschland zurück, wo er in Tangermünde von Werbern für den Dienst in der preußischen Armee verpflichtet wurde. Er wurde Kürassier im Regiment Papstein. König Friedrich Wilhelm I. berief ihn 1731 als preußischen General-Fiscal nach Berlin. Mit diesem Amt hatte Wagner u. a. die Überwachung der Beamtenschaft und der Verwendung der öffentlichen Gelder zu leiten. Er war mit diesem Posten überfordert und wurde bereits im Mai 1733 entlassen. Er starb am 28. Mai des Jahres, kurz nachdem er die Übersetzung eines juristischen Werkes aus dem Französischen publiziert hatte.

## Schriften (Auswahl)
- Meditatio de variis excitandi ad virtutem modis. 1715. (Digitalisat)
- Programma de collapsa disciplina scholastica, von der verfallenen Schul-Zucht. Verlag Struvius, Blankenburg 1723. (Teil-Digitalisat)
- Entwurff einer Soldaten-Bibliothec: nebst der gantzen alten, römischen, teutschen, wie auch neuen Kriegs-Verfassung. Verlag König, Leipzig 1724. (Digitalisat)
- Entwurf einer Staats-Bibliothek. Frankfurt und Leipzig 1725. (Teil-Digitalisat)
- Der frantzöische Lycurgus. Halberstadt 1733. (Digitalisat)